# Championnat d'Uruguay de football 1960
Navigation
Édition précédente Édition suivante
La 58e édition du championnat d'Uruguay de football est remportée par le Club Atlético Peñarol. C’est le vingt-cinquième titre de champion du club, le troisième consécutif. Le Peñarol l’emporte sur le Club Atlético Cerro au terme d’un match de barrage, les deux équipes ayant terminé le championnat à égalité de points. Club Nacional de Football complète le podium.
Un système de promotion/relégation est en place : le dernier du championnat est automatiquement remplacé par le premier du championnat Intermedia, la deuxième division uruguayenne. Institución Atlética Sud América est relégué en deuxième division et est remplacé par Danubio Fútbol Club relégué l’année précédente.
Tous les clubs participant au championnat sont basés dans l’agglomération de Montevideo.
Ángel Rubén Cabrera (Peñarol) termine avec 14 buts en 18 matchs meilleur buteur du championnat. 

## Les clubs de l'édition 1960
| \| Montevideo: · Club Atlético Cerro · Defensor · Centro Atlético Fénix · Nacional · Peñarol · Liverpool · Club Atlético Progreso · Rampla Juniors · Wanderers · Sud América · Racing Club Montevideo \| Localisation des clubs engagés dans le championnat. |
| Montevideo: · Club Atlético Cerro · Defensor · Centro Atlético Fénix · Nacional · Peñarol · Liverpool · Club Atlético Progreso · Rampla Juniors · Wanderers · Sud América · Racing Club Montevideo                                                           |

| Club                             | Stade                       | Capacité | Ville      |
| -------------------------------- | --------------------------- | -------- | ---------- |
| Club Atlético Cerro              | Estadio Luis Tróccoli       | -        | Montevideo |
| Defensor Sporting Club           | Estadio Luis Franzini       | -        | Montevideo |
| Centro Atlético Fénix            | Estadio Parque Capurro      | -        | Montevideo |
| Liverpool Fútbol Club            | Estadio Belvedere           | -        | Montevideo |
| Club Nacional de Football        | Estadio Gran Parque Central | -        | Montevideo |
| Club Atlético Peñarol            | Estadio Centenario          | -        | Montevideo |
| Racing Club de Montevideo        | Parque Osvaldo Roberto      | -        | Montevideo |
| Rampla Juniors Fútbol Club       | Estadio Olímpico            | -        | Montevideo |
| Institución Atlética Sud América | -                           | -        | Montevideo |
| Montevideo Wanderers Fútbol Club | Estadio Viera               | -        | Montevideo |

## Compétition

### Classement
Le classement est établi sur le barème de points suivant : victoire à 2 points, match nul à 1, défaite à 0.
| Rang | Équipe                           | Pts | J  | G  | N | P  | Bp | Bc | Diff |
| ---- | -------------------------------- | --- | -- | -- | - | -- | -- | -- | ---- |
| 1    | Club Atlético Peñarol T          | 28  | 18 | 11 | 6 | 1  | 44 | 18 | +26  |
| 2    | Club Atlético Cerro              | 28  | 18 | 13 | 2 | 3  | 43 | 21 | +22  |
| 3    | Club Nacional de Football        | 24  | 18 | 10 | 4 | 4  | 45 | 22 | +23  |
| 4    | Centro Atlético Fénix P          | 16  | 18 | 5  | 6 | 7  | 20 | 31 | -11  |
| 5    | Defensor Sporting Club           | 15  | 18 | 3  | 9 | 6  | 17 | 22 | -5   |
| 6    | Racing Club de Montevideo        | 15  | 18 | 6  | 4 | 8  | 34 | 35 | -1   |
| 7    | Rampla Juniors Fútbol Club       | 15  | 18 | 7  | 1 | 10 | 26 | 32 | -6   |
| 8    | Montevideo Wanderers             | 15  | 18 | 5  | 5 | 8  | 19 | 27 | -8   |
| 9    | Liverpool Fútbol Club            | 14  | 18 | 6  | 2 | 10 | 25 | 36 | -11  |
| 10   | Institución Atlética Sud América | 10  | 18 | 3  | 4 | 11 | 15 | 33 | -18  |

| Légende : Qualifications et relégations | Légende : Qualifications et relégations                            |
| --------------------------------------- | ------------------------------------------------------------------ |
|                                         | Champion d'Uruguay et qualification pour la Copa Libertadores 1960 |
|                                         | Relégué en deuxième division                                       |
|                                         | T : Tenant du titre P : Promus                                     |

## Barrage pour le titre de champion
| barrage match d’appui | Club Atlético Peñarol            | 3-1 | Club Atlético Cerro | Estadio Centenario   |                      |
| 18 décembre 1961      | Júpiter Crecio · Alberto Spencer |     | ?                   | Spectateurs : 60 000 | Spectateurs : 60 000 |

## Bilan de la saison
| Championnat d'Uruguay de football 1960 |                                   |
| Champion                               | Club Atlético Peñarol (25e titre) |
| Qualifications continentales           |                                   |
| Copa Libertadores 1961                 | Club Atlético Peñarol             |
| Promotions et relégations              |                                   |
| Promus en Primera División             | Danubio Fútbol Club               |
| Relégués en Intermedia                 | Institución Atlética Sud América  |

## Statistiques

### Meilleur buteur
1. Ángel Cabrera (Peñarol) 14 buts.